# Валленберг, Кнут Агатон
Кнут Агатон Валленберг (швед. Knut Agathon Wallenberg; 19 мая 1853, Стокгольм — 1 июня 1938, Степпсхольмс) — шведский государственный и дипломатический деятель, министр иностранных дел Швеции (1914—1917), банкир
, политик, филантроп.
Член Риксдага — парламента Швеции (1907—1919). Член Шведской королевской академии наук (с 1928). Член Шведской королевской академии искусств (1913).

## Биография
Представитель известного рода Валленбергов.
Сын банкира и политика Андре Оскара Валленберга.
В 1886—1911 годах руководил крупнейшим частным банком страны «Stockholms Enskilda Bank».
Вместе с женой основал Благотворительный Фонд Кнута и Алисы Валленберго-в (швед. Knut och Alice Wallenbergs Stiftelse).
Был одним из основателей Стокгольмской школы экономики в 1909 г.

## Награды
Королевства Швеция:
- Орден Полярной звезды рыцарский крест I-го класса (1890)
- Орден Вазы командорский крест I-го класса (23 сентября 1897)
- Орден Полярной звезды командорский крест I-го класса (5 октября 1906)
- Орден Вазы большой командорский крест (24 января 1912)
- Орден Серафимов (6 June 1916)
- Юбилейная памятная медаль короля Густава V[швед.] (1928)

Иностранных государств:
- Орден Святого Станислава 2-й степени (не позднее в 1905, Российская империя)
- Орден Даннеброг командорский крест 1-го класса (не позднее в 1905, королевство Дания)
- Орден Даннеброг большой крест (между 1910 и 1915, королевство Дания)
- Орден Почётного легиона офицерский крест (не позднее в 1905, Третья Французская республика)
- Орден Почётного легиона большой крест (между 1910 и 1915, Третья Французская республика)
- Орден Святого Олафа командорский крест 1-го класса (не позднее в 1905, королевство Норвегия)
- Орден Святого Олафа большой крест (между 1910 и 1915, королевство Норвегия)
- Орден Красного орла 2-го класса со звездой (между 1905 и 1908, королевство Пруссия)
- Орден Белого слона 2-го класса (между 1905 и 1908, королевство Таиланд)